# Saadier-Gräber

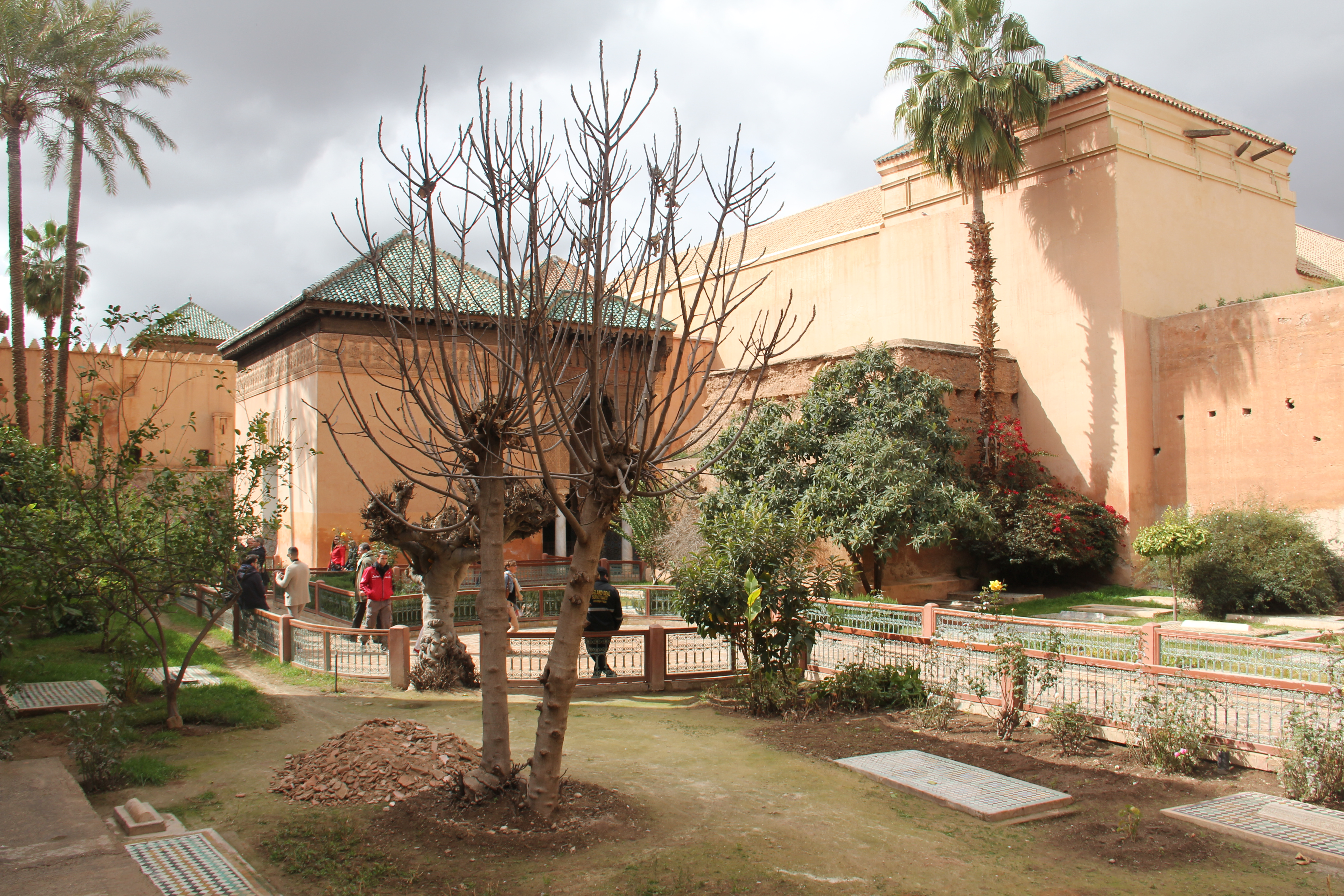
Saadier-Gräber – kleines Mausoleum und Gräber im Hof

Die Saadier-Gräber oder Saaditen-Gräber (arabisch ضريح السعديين) in Marrakesch dienten von 1557 bis 1664 den Saadiern als wichtigste Nekropole. Heute gehören sie wie die gesamte Innenstadt Marrakeschs zum UNESCO-Welterbe und gelten als eine der bedeutendsten Sehenswürdigkeiten der Stadt.

## Lage
Die Gräber schließen sich direkt an den hinteren Teil der Moschee al-Mansur (Kasbah-Moschee) im Süden der Medina an, unweit des bekannten Stadttores Bab Agnaou. Sie sind heute durch einen schmalen Gang zu erreichen, der sich hinter dem unauffälligen Eingang rechts der Moschee erstreckt.

## Geschichte

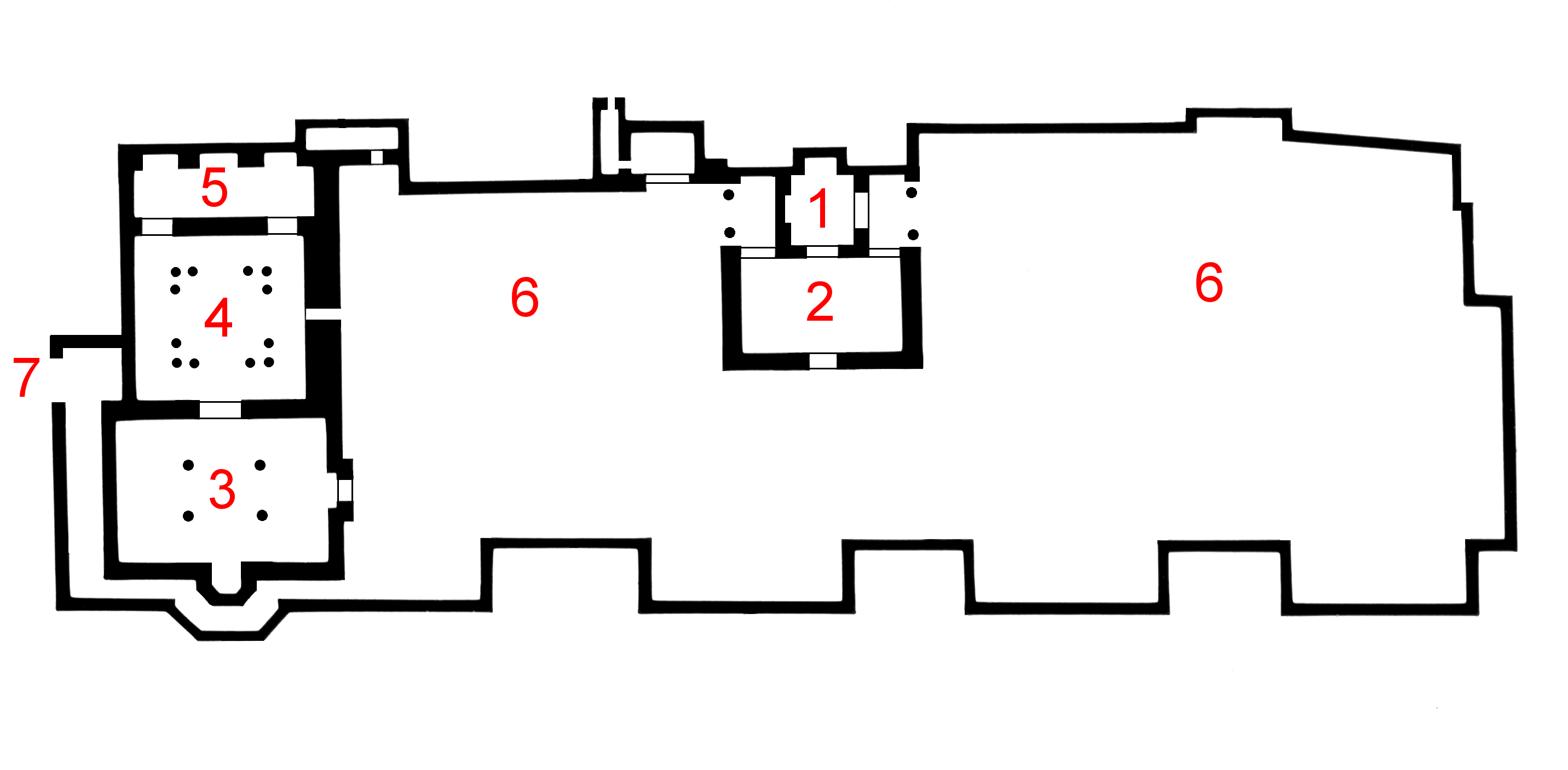
Grundriss der Saadier-Gräber

Ursprünglich diente das Gelände lediglich als Garten der Kasbah-Moschee, doch bereits Jahrhunderte vor der Herrschaftszeit der Saadier (1549–1664) wurden hier einige Emire und auch der Meriniden-Sultan Abu l-Hasan beigesetzt. Nachdem auch der erste Saadier-Sultan Mohammed ech-Cheikh hier beigesetzt wurde, ließ ihm dessen Sohn Abdallah al-Ghalib an diesem Ort ein Grabmal bauen und wurde später ebenfalls hier beigesetzt. Die heutigen Mausoleen und die umschließenden Mauern wurden im späten 16. Jahrhundert unter Ahmad al-Mansur errichtet und danach über 200 Jahre lang verwendet, bis sie vom Alawiden-Sultan Mulai Ismail mit hohen Mauern umschlossen wurden, um das Andenken an die Saadier-Dynastie zu tilgen.
Erst 1917 wurde die Anlage zufällig wiederentdeckt. Seitdem wird sie laufend restauriert.

## Architektur
Die Anlage beherbergt die Gräber von sieben Sultanen und 62 Mitgliedern ihrer Familien sowie über 100 weitere Gräber, die sich auf zwei Mausoleen und einen begrünten Hof verteilen. Sie ist vollständig von schmucklosen Stampflehm-Mauern umschlossen, nur im Norden wird sie von den Mauern der Kasbah-Moschee begrenzt.

### Großes Mausoleum (3–5)
Das große Mausoleum liegt an der Westflanke der Anlage, direkt links neben dem Eingang, und gliedert sich in drei nebeneinanderliegende Säle. Im linken Saal befindet sich das Grab des Alewiden-Sultans Moulay el-Yazid. Wie der auf der Südseite liegende Mihrab zu erkennen gibt, wurde der Raum zunächst als Gebetsraum erbaut. Der Hufeisenbogen des Mihrab ist wie auch der Durchgang zum mittleren Saal raumhoch von einem ornamental gefüllten Alfiz umgeben. Der Saal wird von vier zentralen Marmorsäulen gegliedert, auf denen weiß verputzte Hufeisenbögen ruhen. Zwischen diesen erheben sich sieben mit Girih-Mustern bedeckte Kuppeldächer sowie rechter Hand eine kleine Kuppellaterne.
Der als „Saal der zwölf Säulen“ bekannte mittlere Raum ist noch prunkvoller ausgestattet und bildet mit seinem quadratischen Grundriss das Zentrum der Anlage. Die Mitte des Raumes wird bedeckt von einer großen Kuppel aus fein geschnitztem Zedernholz, die an ihren Ecken von je drei Säulen aus Carrara-Marmor getragen wird. Die Säulengruppen sind von mit Rautenmustern verzierten Zwickeln verbunden; diese wiederum untereinander sowie zu den Außenwänden hin durch Muqarnas-verzierte Spitzbögen. Die Decke des um das Mittelquadrat verlaufenden Umgangs ist ebenfalls aus bemaltem und teils vergoldetem Zedernholz gefertigt. Die Wände sind im unteren Bereich ähnlich wie die Böden und Gräber der Anlage mit Fayencemosaiken belegt, darüber ordnen sich ein aus Schriftkacheln und ein aus Stuck gearbeitetes Schriftband. Oberhalb dieser Bänder sind die Wände mit feinen netzförmigen Stuckarbeiten bedeckt. Der Saal beherbergt die Gräber mehrerer Saadier-Sultane, darunter das von Ahmad al-Mansur, sowie deren Familienangehörigen.
Ganz rechts befindet sich der kleinere „Saal der drei Nischen“, der ähnlich prächtig verziert ist wie der Hauptsaal und die Gräber von Kindern der Saaditen-Herrscher beherbergt.

### Kleines Mausoleum (1–2)
Das kleinere Mausoleum befindet sich mittig auf dem Gelände und ist nur mit seiner Nordseite an die Mauer der Moschee angebaut. Unter der Traufe des mit grün glasierten Ziegeln bedeckten Daches verläuft ein aus Zedernholz geschnitztes Schriftband, und darunter ein breiteres geometrisches Stuckband. Im Nordteil des Gebäudes befinden sich zu den gegenüberliegenden Seiten hin zwei Loggien mit einem prunkvollen Giebelbau aus Zedernholz, der von je zwei Marmorsäulen gestützt wird. Hinter diesen liegt ein kleiner Gebetsraum, der das Grab der Lalla Messaouda beherbergt.
Im südlichen Teil liegen weitere Saadier-Gräber. Auch hier finden sich Fayence-Mosaiken und Schriftbänder an den Wänden, sowie ein zentrales Bogentor mit einem von Arabesken gefüllten Alfiz, hinter dem eine mit Muqarnas gefüllte Nische liegt. Der Dachstuhl des Raumes besteht aus einer kleinteiligen geometrischen Zedernholz-Konstruktion, die teilweise bemalt und vergoldet ist.

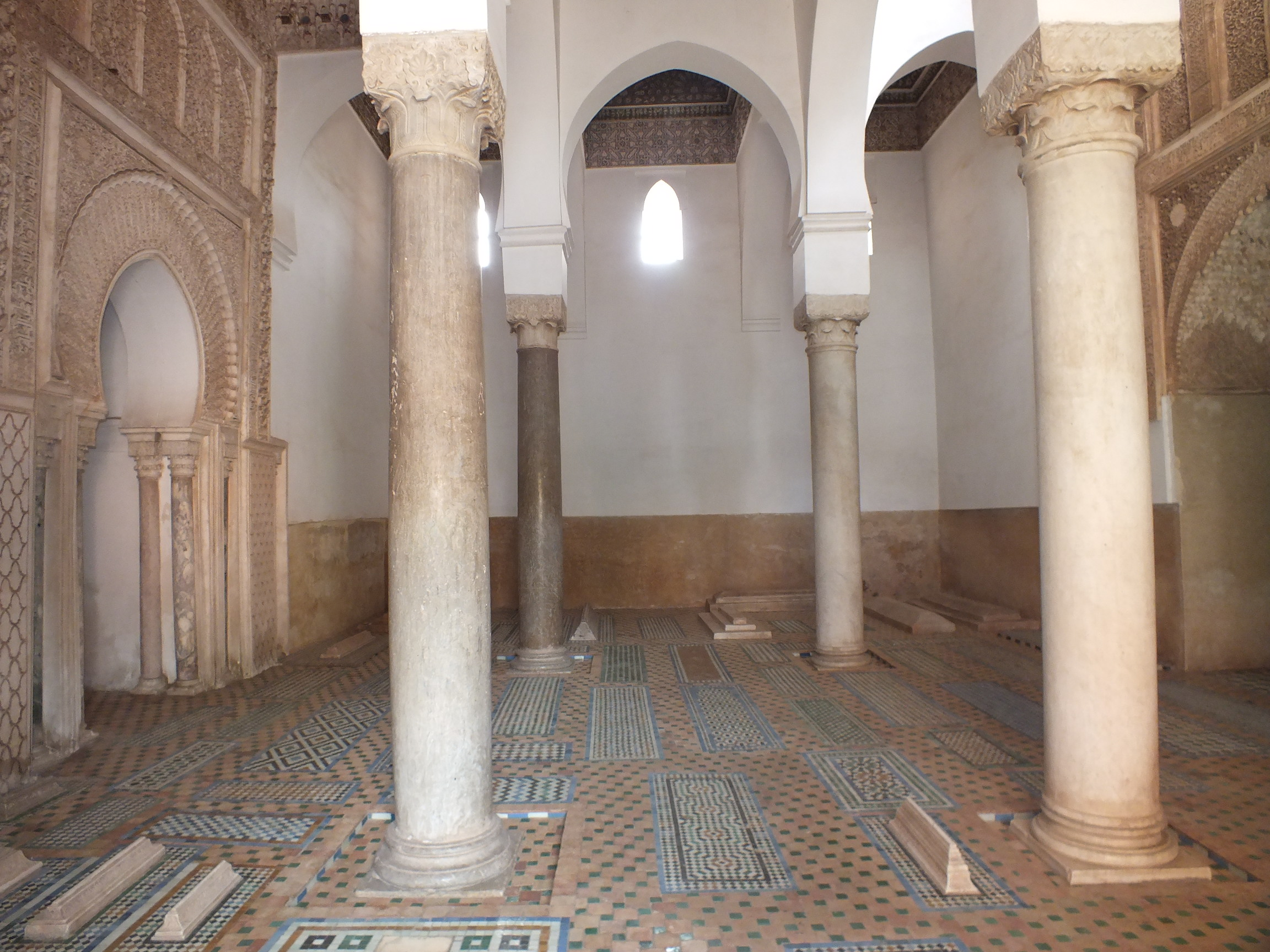
Raum mit Mihrab
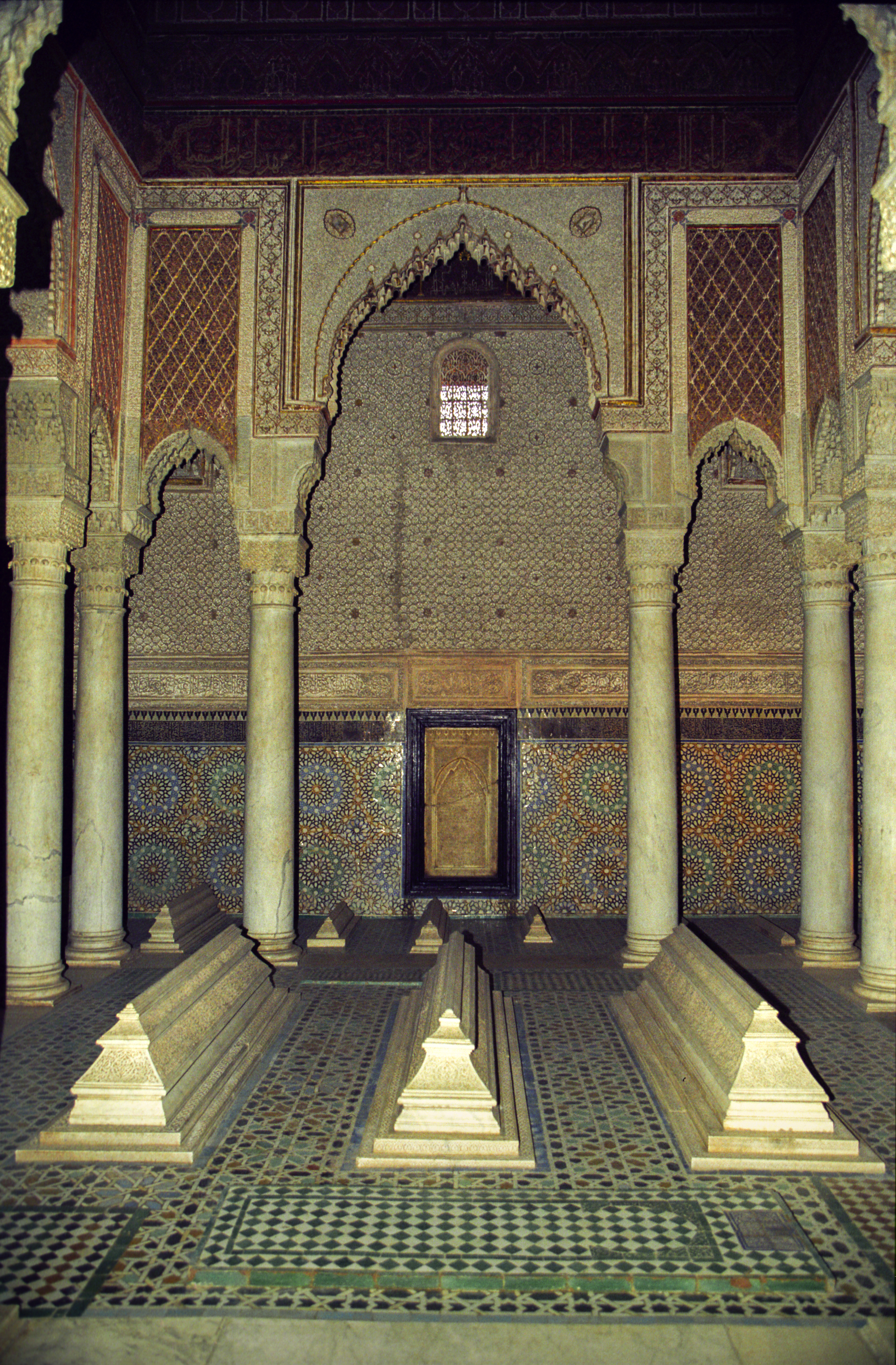
Saal der zwölf Säulen
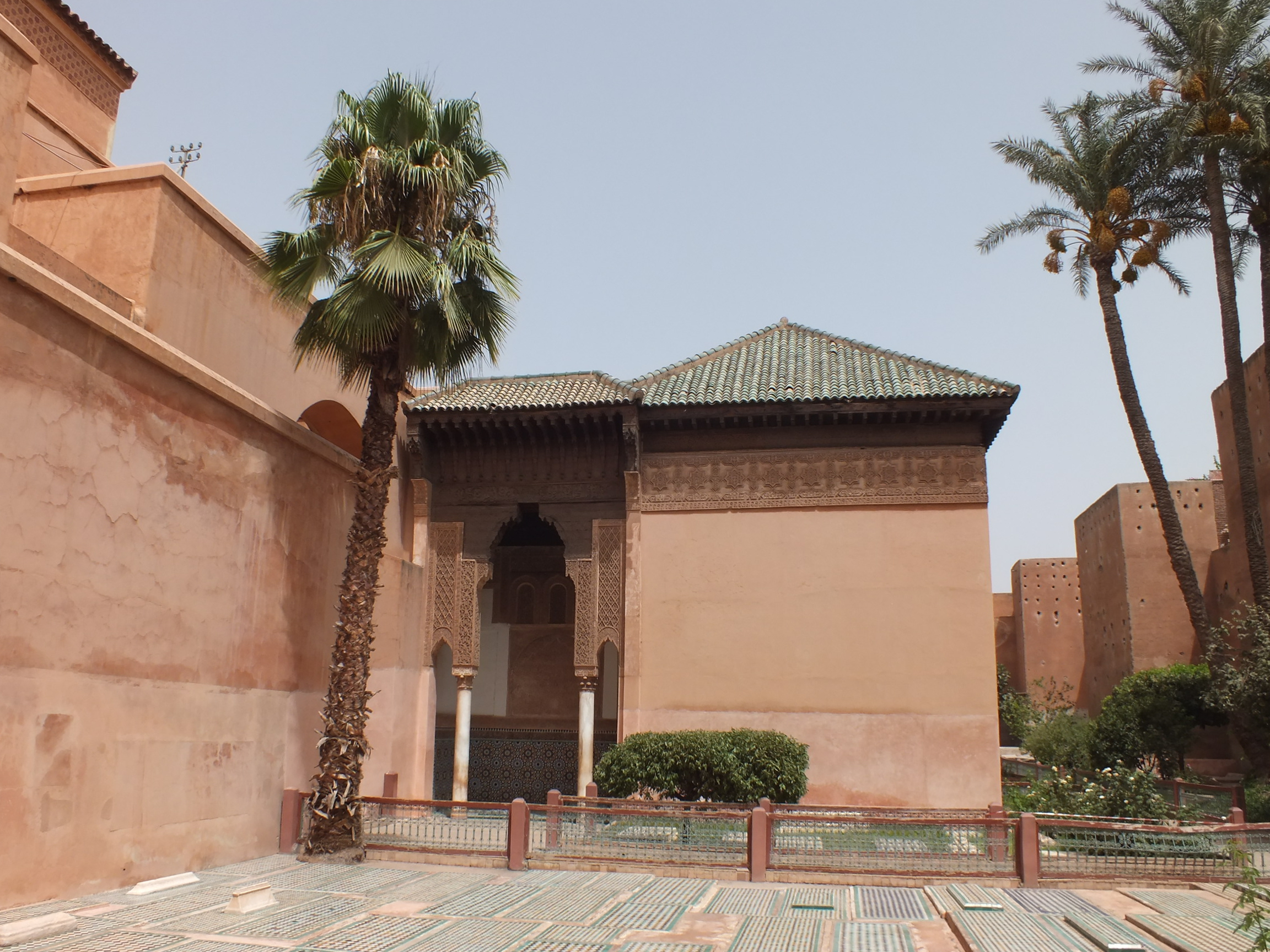
Kleines Mausoleum
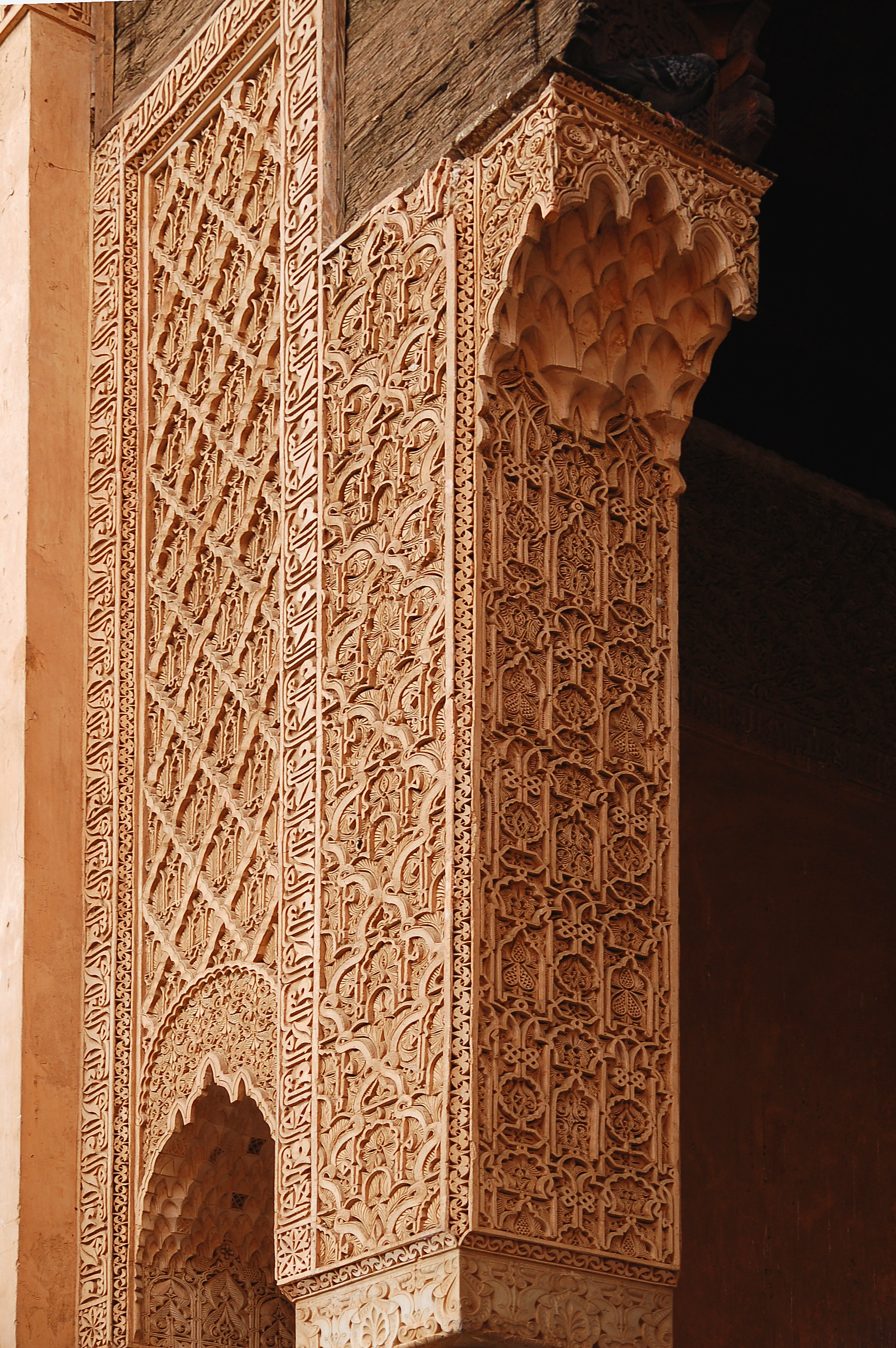
Loggia (Detail)
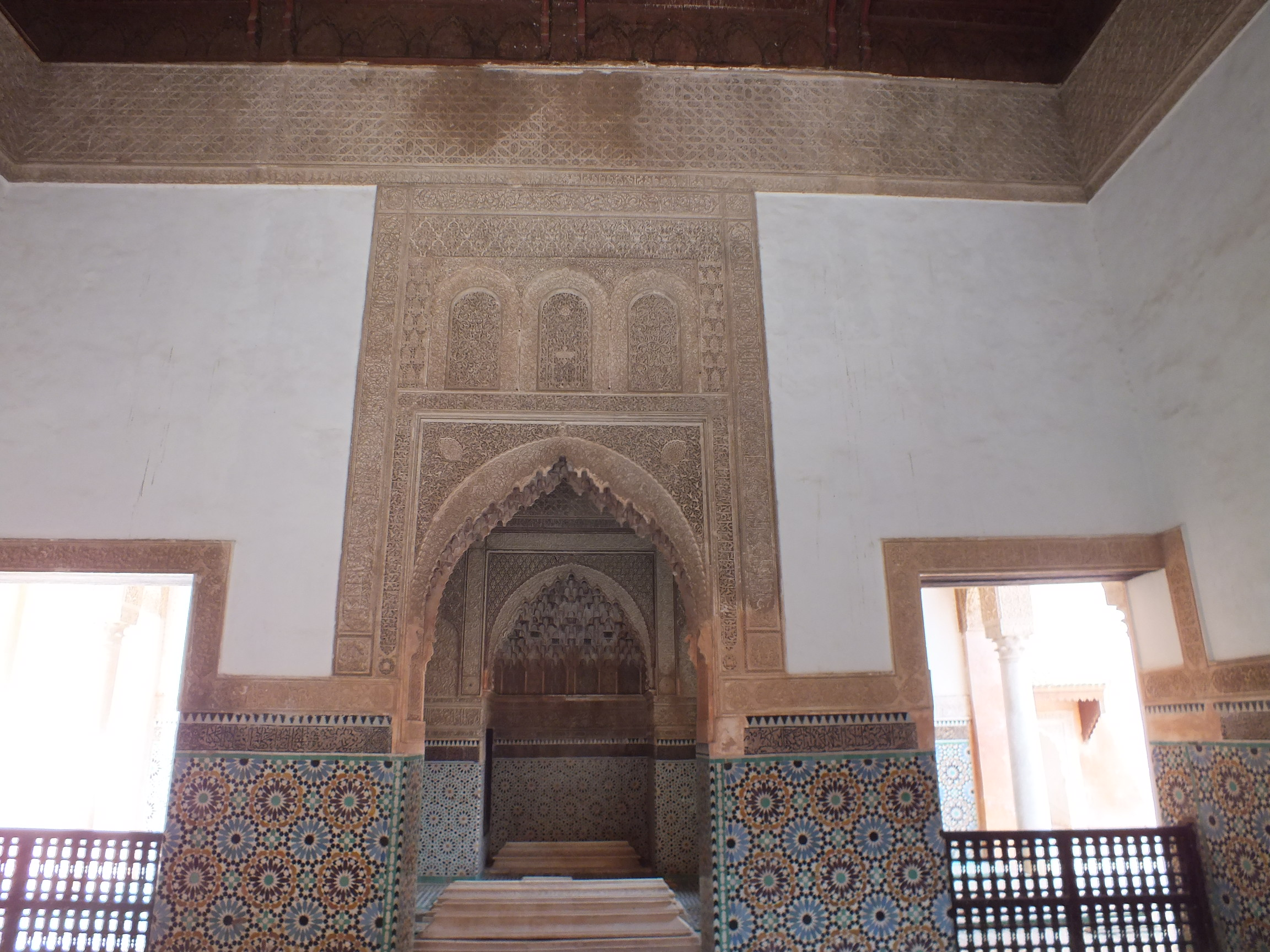
Kleines Mausoleum